# Prionospio tetelensis
Prionospio tetelensis är en ringmaskart som beskrevs av Gibbs 1971. Prionospio tetelensis ingår i släktet Prionospio och familjen Spionidae. Inga underarter finns listade i Catalogue of Life.